# I Don't Need a Man
I Don't Need a Man is de vijfde single van de Pussycat Dolls, afkomstig van hun debuutalbum PCD. Het is alleen in Europa, Azië en Oceanië uitgebracht. In vele landen (waaronder Nederland) haalde het de top 10 van de hitlijsten. In Nieuw-Zeeland was dit de eerste single die níet op nummer 1 terechtkwam. B-kant "We Went As Far As We Felt Like Going" is afkomstig van de soundtrack van de film Shark Tale. Het is een cover van de band Labelle.

## Tracklist
1. "I Don't Need a Man" (LP Version) - 03:41
2. "We Went As Far As We Felt Like Going" (LP Version) - 03:52

| I Don't Need A Man in de Nederlandse Top 40 - binnen: 21 oktober 2006 | I Don't Need A Man in de Nederlandse Top 40 - binnen: 21 oktober 2006 | I Don't Need A Man in de Nederlandse Top 40 - binnen: 21 oktober 2006 | I Don't Need A Man in de Nederlandse Top 40 - binnen: 21 oktober 2006 | I Don't Need A Man in de Nederlandse Top 40 - binnen: 21 oktober 2006 | I Don't Need A Man in de Nederlandse Top 40 - binnen: 21 oktober 2006 | I Don't Need A Man in de Nederlandse Top 40 - binnen: 21 oktober 2006 | I Don't Need A Man in de Nederlandse Top 40 - binnen: 21 oktober 2006 | I Don't Need A Man in de Nederlandse Top 40 - binnen: 21 oktober 2006 | I Don't Need A Man in de Nederlandse Top 40 - binnen: 21 oktober 2006 | I Don't Need A Man in de Nederlandse Top 40 - binnen: 21 oktober 2006 | I Don't Need A Man in de Nederlandse Top 40 - binnen: 21 oktober 2006 | I Don't Need A Man in de Nederlandse Top 40 - binnen: 21 oktober 2006 | I Don't Need A Man in de Nederlandse Top 40 - binnen: 21 oktober 2006 | I Don't Need A Man in de Nederlandse Top 40 - binnen: 21 oktober 2006 | I Don't Need A Man in de Nederlandse Top 40 - binnen: 21 oktober 2006 | I Don't Need A Man in de Nederlandse Top 40 - binnen: 21 oktober 2006 | I Don't Need A Man in de Nederlandse Top 40 - binnen: 21 oktober 2006 |
| Week                                                                  | 1                                                                     | 2                                                                     | 3                                                                     | 4                                                                     | 5                                                                     | 6                                                                     | 7                                                                     | 8                                                                     | 9                                                                     | 10                                                                    | 11                                                                    | 12                                                                    | 13                                                                    | 14                                                                    | 15                                                                    | 16                                                                    | 17                                                                    |
| --------------------------------------------------------------------- | --------------------------------------------------------------------- | --------------------------------------------------------------------- | --------------------------------------------------------------------- | --------------------------------------------------------------------- | --------------------------------------------------------------------- | --------------------------------------------------------------------- | --------------------------------------------------------------------- | --------------------------------------------------------------------- | --------------------------------------------------------------------- | --------------------------------------------------------------------- | --------------------------------------------------------------------- | --------------------------------------------------------------------- | --------------------------------------------------------------------- | --------------------------------------------------------------------- | --------------------------------------------------------------------- | --------------------------------------------------------------------- | --------------------------------------------------------------------- |
| Positie                                                               | 10                                                                    | 5                                                                     | 4                                                                     | 4                                                                     | 4                                                                     | 7                                                                     | 7                                                                     | 10                                                                    | 10                                                                    | 9                                                                     | 10                                                                    | 9                                                                     | 14                                                                    | 14                                                                    | 21                                                                    | 27                                                                    | uit                                                                   |